# Mars (minialbum B’z)
MARS – trzeci minialbum japońskiego zespołu B’z, wydany 29 maja 1991 roku. Osiągnął 1 pozycję w rankingu Oricon i pozostał na liście przez 81 tygodni, sprzedał się w nakładzie 1 730 500 egzemplarzy. Album zdobył status płyty Milion.

## Lista utworów
| Nr | Tytuł                                         | Czas |
| -- | --------------------------------------------- | ---- |
| 1. | „Kodoku no Runaway” (jap. 孤独のRunaway)      | 5:03 |
| 2. | „Mars”                                        | 1:24 |
| 3. | „Loving All Night ~Octopus Style~”            | 5:50 |
| 4. | „Love & Chain ~Godzilla Style~”               | 5:45 |
| 5. | „LADY NAVIGATION ~Cookie & Car Stereo Style~” | 5:12 |

## Notowania
| Lista                                 | Pozycja |
| ------------------------------------- | ------- |
| Oricon Weekly Albums Chart            | 1       |
| Oricon Yearly Albums Chart (rok 1991) | 3       |
| Oricon Yearly Albums Chart (rok 1992) | 59      |

## Muzycy
- Tak Matsumoto: gitara, kompozycja i aranżacja utworów
- Kōshi Inaba: wokal, teksty utworów
- Masao Akashi: manipulator, aranżacja
- Jun Aoyama: perkusja (#1, #3, #4)
- Ikkō Tanaka: perkusja (#5)
- Tomohiko Katō: harmonijka ustna (#3)
- Maki Ōguro: chórek (#4)
- Rima Fujita: głos (#4)